# Долан (Алматинская область)
Долан (каз. Долан, до 1998 г. — Восход) — село в Карасайском районе Алматинской области Казахстана. Входит в состав Райымбекского сельского округа. Находится примерно в 4 км к востоку от центра города Каскелен. Код КАТО — 195253300.

## Административное деление
В состав села Долан входит четыре дачных массива ; Мираж ; и три дачных массива без названия.

## Население
В 1999 году население села составляло 748 человек (361 мужчина и 387 женщин). По данным переписи 2009 года, в селе проживал 1571 человек (805 мужчин и 766 женщин).